# Kyyneleet (Cheek)
Kyyneleet è un singolo del rapper finlandese Cheek, tratto dall'album Sokka irti e pubblicato nel 2013 dalla casa discografia di sua proprietà Liiga Music Oy, con la partecipazione del cantante Sami Saari.
Il singolo è stato nella classifica finlandese dei singoli più venduti solo nella 16ª settimana alla 20ª posizione mentre nella classifica dei singoli più scaricati raggiunse, in 7 settimane, la 10ª posizione.
Un video musicale del brano è stato girato da Petri Lahtinen e pubblicato sull'account della casa discografica su YouTube.

## Tracce
1. Kyyneleet (feat. Sami Saari) – 4:04

## Classifiche
| Classifica           | Massima posizione |
| -------------------- | ----------------- |
| Finlandia            | 20                |
| Finlandia (digitale) | 10                |